# Keene (Texas)
Keene è un centro abitato degli Stati Uniti d'America situato nella contea di Johnson dello Stato del Texas.
La popolazione era di 6.106 persone al censimento del 2010.

## Geografia fisica
Keene è situata a 32°23′34″N 97°19′39″W (32.392860, -97.327501). Secondo lo United States Census Bureau, ha un'area totale di 2,8 miglia quadrate (7,3 km²), di cui il 99,65% di terreno e lo 0,35% d'acqua.

## Società

### Evoluzione demografica
Secondo il censimento del 2000, c'erano 5.003 persone, 1.651 nuclei familiari e 1.147 famiglie residenti nella città. La densità di popolazione era di 1.783,2 persone per miglio quadrato (687,4/km²). C'erano 1.772 unità abitative a una densità media di 631,6 per miglio quadrato (243,5/km²). La composizione etnica della città era formata dal 74,46% di bianchi, il 7,06% di afroamericani, lo 0,76% di nativi americani, il 2,44% di asiatici, il 2,60% di isolani del Pacifico, il 9,33% di altre razze, e il 3,36% di due o più etnie. Ispanici o latinos di qualunque razza erano il 25,84% della popolazione.
C'erano 1.651 nuclei familiari di cui il 35,9% aveva figli di età inferiore ai 18 anni, il 52,8% aveva coppie sposate conviventi, il 12,5% aveva un capofamiglia femmina senza marito, e il 30,5% erano non-famiglie. Il 22,5% di tutti i nuclei familiari erano individuali e il 10,4% aveva componenti con un'età di 65 anni o più che vivevano da soli. Il numero di componenti medio di un nucleo familiare era di 2,78 e quello di una famiglia era di 3,29.
La popolazione era composta dal 26,2% di persone sotto i 18 anni, il 19,0% di persone dai 18 ai 24 anni, il 26,8% di persone dai 25 ai 44 anni, il 15,3% di persone dai 45 ai 64 anni, e il 12,6% di persone di 65 anni o più. L'età media era di 28 anni. Per ogni 100 femmine c'erano 89,1 maschi. Per ogni 100 femmine dai 18 anni in giù, c'erano 83,7 maschi.
Il reddito medio di un nucleo familiare era di 34.676 dollari e quello di una famiglia era di 42.269 dollari. I maschi avevano un reddito medio di 27.625 dollari contro i 23.977 dollari delle femmine. Il reddito pro capite era di 14.809 dollari. Circa il 6,0% delle famiglie e il 10,0% della popolazione erano sotto la soglia di povertà, incluso il 3,2% di persone sotto i 18 anni e il 17,8% di persone di 65 anni o più.